# Charles Samaran
Charles Samaran (Cravencères, Gers, 28 de octubre de 1879-15 de octubre de 1982, Nogaro, Gers) fue un archivero e historiador francés. 

## Biografía
Archivero paleógrafo (1901), con una tesis sobre la Casa de Armagnac, entonces miembro de la Escuela Francesa de Roma (1901-1903), Charles Samaran fue primer archivero en los Archivos Nacionales, en la sección judicial, a cargo de los archivos del Châtelet y de la Cámara de Comptos. En 1908 entregó Les diplômes originaux des Mérovingiens, «brillante trazo de un joven paleógrafo que sería hasta su vejez el descifrador infalible de textos difíciles», una colección que desempeñó un papel capital en el estudio de los escritos merovingios.
Siguieron estudios literarios críticos y ediciones de textos de todas las épocas (despachos de los embajadores milaneses bajo Luis XI, memorias de Casanova), que continuarían durante su enseñanza (Jean Chartier, Thomas Basin, Cantar de Roldán en el ámbito literario, actas de la Universidad de París en el campo pragmático).
Se convirtió en director de estudios en la École Pratique des Hautes Etudes en 1927 (cátedra de paleografía) y luego profesor de "bibliografía y archivos de la historia de Francia en la Ecole Nationale de Chartes de 1933 a 1941 y director de la publicación Bibliothèque de l'École des Chartes desde 1935 hasta 1948.
Fue elegido miembro de la Academia de Inscripciones y Bellas Letras en 1941 y nombrado director general del servicio interministerial de los Archivos de Francia por el ministro Jérôme Carcopino el mismo año. Permaneció en este puesto hasta 1948, superando la edad de jubilación cubriendo el puesto. Fue presidente del Comité de Trabajos Históricos y Científicos (CTHS) de 1960 a 1982.
Cofundador del Comité Internacional de Paleografía Latina (CIPL) en 1953, iniciador del Catálogo de Manuscritos Datados (CMD), cofundador del Consejo Internacional de Archivos, fructífero autor de una extensa producción bibliográfica compuesta de varios cientos de números y en activo hasta su centenario, Charles Samaran fue una figura importante en la investigación y erudición del siglo XX, tanto en el plano personal e institucional como en su producción científica.
Charles Samaran es yerno del flautista Paul Taffanel, creador de la Escuela Francesa de Flauta. Tuvo tres hijas: Annette (esposa Philippe Thiollier), Charlotte (esposa Jacques Lacome d'Estalenx) y Jeanne. Su esposa murió en 1962 a los 80 años. 
Una calle lleva su nombre en Auch.

## Obras
- La fiscalité pontificale en France au XIV (période d'Avignon et grand schisme d'Occident), avec  Mollat, Guillaume, París, A. Fontemoing, 1905.
- Les diplômes originaux des Mérovingiens : fac-similés phototypiques avec notices et transcriptions, éd. Ph. Lauer, Ch. Samaran, préf. Maurice Prou, París, E. Leroux, 1908.
- D'Artagnan, Capitaine des mousquetaires du roi, histoire véridique d'un héros de roman, París, Calmann-Lévy, 1912.
- Jacques Casanova, Vénitien, une vie d'aventurier au XVIIIe siècle, París, Calmann-Lévy, 1914.
- Jean de Bilhères-Lagraulas, cardinal de Saint-Denis, un diplomate français sous Louis XI et Charles VIII, París, Éditions Honoré Champion, 1920. (Extrait par Paul-André Lesort).
- La chronique latine inédite de Jean Chartier (1422-1450), París, Champion, 1928.
- «Sur la date du fragment de La Haye. Notes paléographiques». Romania (revue): 190-205. 1932.
- Catalogue des manuscrits en écriture latine portant des indications de date, de lieu ou de copiste, París, CNRS, 1959.
- L' Histoire et ses Méthodes, París, Gallimard, «Encyclopédie de la Pleïade», 1961, XVII-1773 p., [compte rendu en ligne].
- Pierre Bersuire, prieur de Saint-Éloi de París, 1290?-1362, París, Imprimerie nationale, 1962.
- Paysages littéraires du Valois, de Rousseau à Nerval, París, Klincksieck, 1964.
- La Gascogne dans les registres du trésor des chartes, París, Bibliothèque nationale, 1966.
- D'Artagnan, capitaine des mousquetaires du roi, histoire véridique d'un héros de roman, Auch, impr. T. Bouquet, 1967.
- La Fiscalité pontificale en France au XIVe siècle, période d'Avignon et grand schisme d'Occident, París, E. Boccard, 1968.
- Inauguration d'une plaque sur la maison de Joseph de Pesquidoux à Perchède le 11 septembre 1971, París, Typ. de Firmin-Didot, 1972.
- Recueil d'études de Charles Samaran... une longue vie d'érudit, Genève et París, Droz, Librairie Champion, «Hautes études médiévales et modernes», 1978.
- Enfance et jeunesse d'un centenaire. París: Commission du vieux París. 1979.

## Iconografía
Una medalla con la imagen de Charles Samaran a la edad de setenta y seis años fue realizada por Aleth Guzman-Nageotte en 1955. Una copia se conserva en el Museo Carnavalet (ND 5153).

## Archivo
- Sus documentos personales se conservan en los Archivos Nacionales, sitio de Pierrefitte-sur-Seine, bajo el símbolo 642AP: Inventario del fondo, y también en la Biblioteca del Instituto de France bajo los números MS 7462-7562.
- Una entrevista de 58 minutos, recogida por Jean-Claude Bouvier en 1980, cuando tenía 100 años, se conserva en la Casa Mediterránea de las Ciencias Humanas con el número de inventario 4701 (consultar online).